# Pione robusta
Pione robusta är en svampdjursart som först beskrevs av Old 1941.  Pione robusta ingår i släktet Pione och familjen borrsvampar. Inga underarter finns listade i Catalogue of Life.